# آلفرد ام. مایر

 آلفرد ام مایر (انگلیسی: Alfred M. Mayer؛ زاده ۱۳ نوامبر ۱۸۳۶ - درگذشته ۱۳ ژوئیه ۱۸۹۷) یک فیزیک‌دان اهل ایالات متحده آمریکا بود.